# Pogonopygia khasiana
Pogonopygia khasiana là một loài bướm đêm trong họ Geometridae.